# 할례의 절차

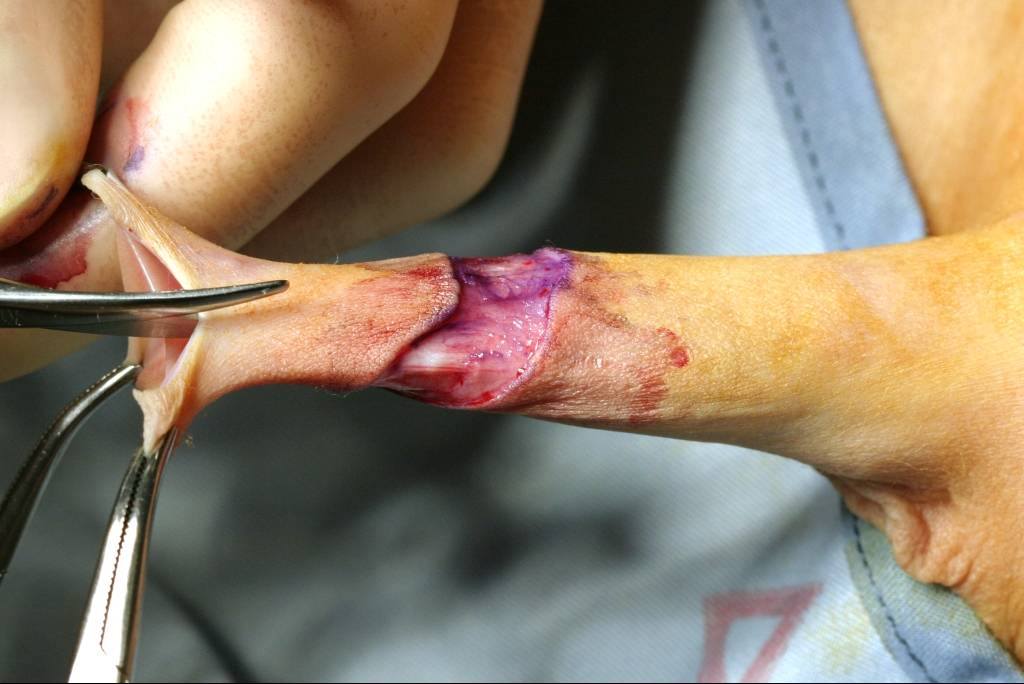

남성의 할례 수술은 기존의 "절개 및 바느질" 수술 절차 또는 할례 기구 또는 장치의 사용을 포함한다. 신생아 기간(2개월 미만)에는 거의 모든 할례를 일반의사가 세 가지 수술 기구 중 하나를 사용하여 한다. 미국에서는 곰코 클램프가 가장 활용도가 높은 기기로 모겐 클램프와 플라스티벨이 그 뒤를 잇고 있다. 그것들은 세계적으로도 사용된다.
합병증은 또한, 감염은 귀두 음경 감각에 감소, 너무 어리거나 또는 너무 많은 작은 조직 제거가 피를 포함할 수 있다. 사망자는 드물며, 신생아 시기 이후 포경수술은 합병증, 특히 출혈과 마취 합병증의 위험이 높다.
현재 소년과 남성의 대부분의 할례는 세 가지 열린 수술 방법 중 하나를 사용하여 시행되고 있다. 힘줄 유도법, 등심슬릿법, 소매절제법은 세계보건기구(WHO)가 국소마취에 따른 남성 할례수술 매뉴얼에 잘 기술되어 있다. 곰코 클램프와 모겐 클램프는 수술 후 출혈을 방지하기 위해 봉합 또는 시아노아크릴레이트 조직 접착제와 함께 신생아 시기 이후에 사용되기도 한다.
할례 수술 기구는 할례 기기와 구별되어야 한다. 수술 시 할례 기기를 사용하며, 할례는 시술 종료 시 완료된다.  할례기기는 4~7일간 페니스에 남아 있다가 이후 방문 시 자연적으로 분리되거나 외과적으로 제거된다. 플라스티벨, 샹 링 및 기타 플라스틱 링은 모두 할례 장치로, "상황 내" 장치로도 알려져 있다. 기기를 통한 할례는 1차적 의도에 의한 치유를, 기기를 통한 치유를 통해 치유가 이뤄지기 때문에 치유가 늦어지고 있다. 모든 할례 절차는 적절한 주입식 또는 국소 마취가 수반되어야 한다.

## 할례 "시투" 장치
모든 "시투" 장치는 1939년 세실 로스가 원래 특허를 낸 강철 할례 고리에 기초한다. 플라스티벨은 로스 기기의 첫 번째 상용화를 나타내며, 이후의 모든 "시투" 장치의 시조다. 이러한 장치는 코로나 수준의 포피 아래에 삽입되는 플라스틱 링으로 구성되며, 지혈제 역할을 하는 끈(또는 연결 장치)이 있다. 이것은 포피의 나머지 부분을 괴사하고 기기는 4일에서 7일 후에 자연적으로 분리되거나 일주일 후에 외과적으로 제거된다. HIV 예방을 위한 "시투" 장치의 초기 구현은 기존의 수술적 할례에 비해 효율성이나 비용에 관한 잠재적인 장점을 보여주지 못했다.

## 같이 보기
- 할례